# Enoix
Enoix (hebreu: אֱנוֹשׁ בן-שֵׁת, Ĕnôš ben Šēt‎; àrab: انوش بن شيث, Anūx ibn Xayṯ) és un personatge del Gènesi, fill de Set i net d'Adam i Eva.
Era fill de Set, tercer fill d'Adam i Eva, nascut després de la mort de Caín. Segons el Gènesi, en aquella època es va començar a invocar Déu amb el nom de «Senyor». Segons Easton, l'afirmació també podria significar que els homes va començar a anomenar-se amb el nom del senyor, per distingir-se dels idòlatres, o com a indicador d'una revifalla espiritual. També s'afirma que Set tenia 105 anys en el moment del naixement. El nom d'Enoix significa «home», que es va repetint en altres llibres bíblics i que existeix també en llengua aramea.
D'acord amb el Gènesi, quan tenia 90 anys, Enoix va engendrar Quenan, i després encara va viure fins als 815 anys i va tenir altres fills i filles. Finalment va morir als 905 anys. Els acadèmics han vinculat de forma simple i arbitrària els descendents d'Enoix de la secta dels caïnites, però les sèries de noms difereixen molt.
Segons l'Evangeli de Lluc, Jesús de Natzaret era descendent d'Enoix.